# ブライアン・ジェロロマン
ブライアン・クリストファー・ジェロロマン（Brian Christopher Jeroloman, 1985年5月10日 - ）は、アメリカ合衆国ニューヨーク州サファーン出身の元プロ野球選手（捕手）。右投左打。

## 経歴

### プロ入りとブルージェイズ傘下時代
2006年のMLBドラフト6巡目（全体180位）でトロント・ブルージェイズから指名されプロ入り。契約後はA-級オーバーン・ダブルデイズで45試合に出場し、打率.241、21打点という成績だった。
2007年はA+級ダニーデン・ブルージェイズで100試合に出場し、打率.259、3本塁打、39打点という成績だった。
2008年はAA級ニューハンプシャー・フィッシャーキャッツで71試合に出場し、打率.270、6本塁打、31打点だった。7月にはAAA級シラキュース・チーフスへ昇格。25試合に出場し、打率.200、5打点という成績だった。
2010年はAA級ニューハンプシャーで81試合に出場し、打率.261、7本塁打、33打点という成績だった。8月にはAAA級ラスベガス・フィフティワンズへ昇格し、7試合に出場した。オフの11月19日に40人枠入りを果たした。
2011年はAAA級ラスベガスで開幕を迎え、79試合に出場。打率.240、2本塁打、26打点、3盗塁という成績を残し、8月23日にメジャー初昇格を果たした。37日間にわたりメジャーに所属したが、右手の怪我のため試合に出場できる状態ではなく、メジャーデビューを果たせぬままシーズンを終えた。シーズン終了後の11月18日にウェーバーでピッツバーグ・パイレーツへ移籍したが、11月21日にDFAとなり、11月23日にウェーバーで古巣・ブルージェイズへ復帰。12月8日にDFAとなり、12月12日にAAA級ラスベガスへ降格した。
2012年はAA級ニューハンプシャー、ルーキー級ガルフ・コーストリーグ・ブルージェイズ、A+級ダニーデンでプレー。11月6日にFAとなった。

### インディアンス傘下時代
2012年12月19日にクリーブランド・インディアンスとマイナー契約を結んだ。

### パイレーツ傘下時代
2013年3月29日に金銭トレードでピッツバーグ・パイレーツへ移籍した。AAA級インディアナポリス・インディアンスで11試合に出場した。

### ナショナルズ傘下時代
2013年5月17日にトレードでワシントン・ナショナルズへ移籍した。AAA級シラキュースで30試合に出場し、打率.211、7打点という成績だった。9月4日のエリー・シーウルブズ戦でランナーのブランドン・ダグラスが本塁へ突入した際にジェロロマンと衝突。顎が切れ、脳震盪の状態を確認するためにも2日間入院した。11月5日にFAとなったが、12月13日にナショナルズとマイナー契約で再契約した。
2016年までナショナルズ傘下でプレーしたが、メジャーに昇格することはなく、2017年4月3日に自由契約となった。

### 現役引退後
2018年にサウスフロリダ大学のコーチに就任。2019年から2022年まではニューヨーク・ヤンキースのスカウトを務め、2023年からはフロリダ国際大学でコーチを務める。